# 台鐵對號特快
台鐵對號特快是台灣鐵路管理局所轄客運列車車種之一，是對號入座、僅停靠主要車站的無空調列車，目前已取消。一般而言，是以鐵路機車牽引無空調二等客車，車廂內上有電扇、走廊有服務生販售服務。車內座椅為不可調整椅背傾斜角度，覆有草綠色塑膠蒙皮的旋轉椅或翻背椅（較舊型之車廂）。如為柴油客車行駛之對號特快，通常於前面加上「柴油」兩字，簡稱即成為「柴對快」。

## 簡介

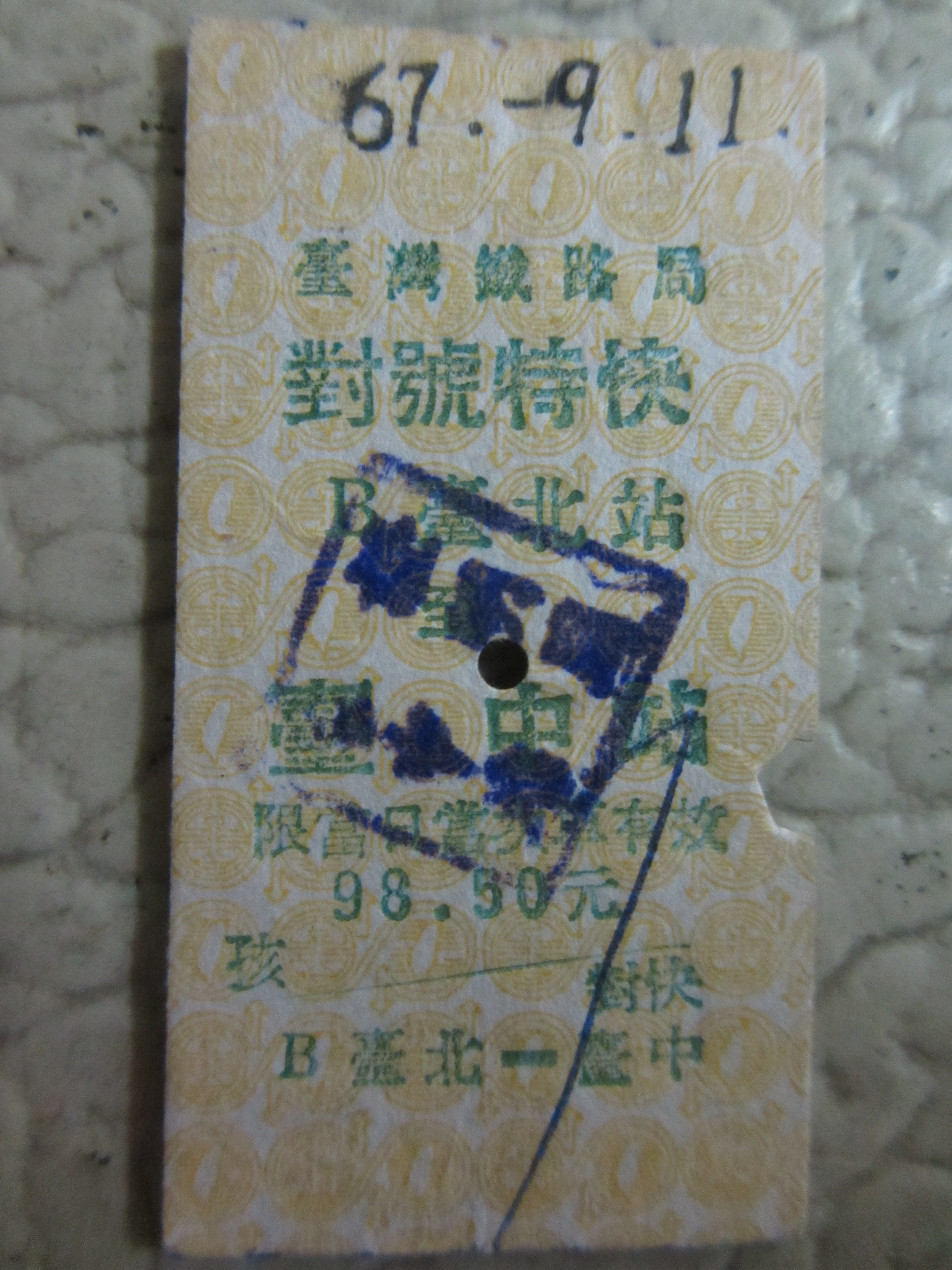
台鐵對號特快名片式車票。

台灣光復時，台鐵旅客列車本無對號入座服務，該服務始於1949年開始對1/2次快車之頭、二、三等車廂逐漸辦理對號售票，後縮短行車時間，成立「特快對號」新列車等級與票價，區別於一般非對號、較便宜之快車班次。於1954年開始，台鐵DR2300/2400型「飛快車」開行之「柴油特快」，亦在開行不久因民眾踴躍搭乘實施對號入座，以免擁擠。此外，台鐵亦因人口普查、天然災害等開行不定期對號入座之列車。
至於正式定名之「對號特快」首次出現於1959年時刻表上，台北台中間3501/3502次，使用鋼體化二等「翻背椅」客車，派女服務員，並提供免費茶飲、書報、費率比照柴油特快車，遂成為台鐵定期開行之車種之一，並於1960年代多次增備客車，並加開班次。
隨著空調列車的增加，對號特快班次漸漸減少。在西部幹線鐵路電氣化完工後，原光華號所使用的DR2700型也改以柴油對號特快（柴對快）名義行駛，票價與對號特快相同。大多數的對號特快被所謂的「冷氣對號車」（後正式命名為「復興號」）取代。
因為無空調而車廂為開放空間，乘坐時舒適度難免受到影響。於1984年間所做的研究顯示，對號特快車內噪音可達85分貝（同次觀察，自強、莒光號為75分貝，復興號80分貝）。
1988年對號特快停駛時，在西部幹線僅存週日加班的151／152次松山＝二水和週日、例假日加班的153／154次松山＝三義的對號特快，但北部通勤區間（基隆至中壢，少數班次行駛至新竹或竹南）與東部幹線仍有以DR2700型行駛的柴對快。停駛後，除原北部區間柴對快直接降等柴油快車外，其他對號快車或柴對快大多改為平快行駛，但初期改點幅度並不大，仍有罕見於平快車的高速，卻僅收取普快票價（當時普通車、快車通用票價）。逐次改點以後表訂速度亦漸下降。

## 年表
戰後初期，台灣鐵路原只有普通車與快車兩種車種，各列車編成中有等級不同之車廂，收費亦有所不同。
1949年，台鐵局於4月1日開始針對1次及2次快車發售頭等車對號車票；10月10日，開始發售二、三等對號票，並改稱「對號快車」；11月11日，縮短「對號快車」行駛時間，改稱「特快對號車」。
1950年，台鐵將1次南下特快對號車命名為成功號、2次為銘傳號。兩車仍舊加掛頭、二、三等車廂。
1953年12月，實施「平等」制度後，特快對號車除加掛客廳車（原頭等車）外，與不對號之快車皆統一使用軟墊客車（不可倒臥）。此期編組改用美援「平等客車」35TP32200型（後來改為35SP32200型）或臺鐵改造之35SP32300型。
1954年9月9日，甫開行幾天的柴油飛快車因乘車人數眾多，實施對號入座，原稱為「柴油特快」。在台東線，於1961年引進LDR2300型柴油車，以一部動力車牽引兩部拖車方式，作為柴特快行駛。
1956年9月15日，因實施台灣省戶口普查，台鐵臨時加開「對號快車」一列，供旅客返家。同年9月21日，因水災，也臨時加開對號快車一列，車次為1101/1102次。
1957年4月，特快對號車除客廳車、軟墊客車外，加掛台鐵自行改裝之坐臥兩用客車（17公尺級，40座），並制定坐臥兩用車新費率，同年10月利用美援經費向日本車輛購入10輛35SP32700型客車到貨後，特快對號車全部改為坐臥兩用車，不再加掛軟墊客車及客廳車。1958年，7次8次夜快車除臥車外，也加掛坐臥兩用車。
1959年1月21日，台鐵開行台北至台中之3501－3502次「對號特快」，每車設60座，並派服務員、免費供應茶水、書報。
1960年，對號特快改由柴電機車牽引。
1961年6月18日，台鐵將5/6、9/10次對號特快車改用增備之坐臥兩用客車（SP32750型），與1/2次同時定名為「觀光特快」。本次調整5/6、9/10次車均自翻背椅升級為坐臥兩用椅，乘客空間擴大、座位亦較舒適，但1/2次則原已經使用坐臥兩用車，形同僅調整名稱與費率，以致有變相漲價之譏。
1988年9月1日對號特快停駛，當時在西部幹線只有週日加班的151－152次松山＝二水和週日、例假日加班的153－154次松山＝三義的對號特快，北部通勤區間（基隆至中壢，少數班次行駛至新竹或竹南）與東部幹線仍有以DR2700型行駛的柴對快。對號特快停駛後，除原北部區間柴對快直接降等柴油快車外，其他對號快車或柴對快大多改為平快行駛。
窄軌時期的台東線，也有以柴油客車行駛的對號特快車。

### 重大事故
- 1976年5月30日：56次與107次平快於竹南－談文間對撞（據信為台灣鐵路首次對撞事件[來源請求]），共計29死164人受傷。
- 1979年10月28日：台東線26次對號快與卡車發生車禍，3死42傷，為二戰結束以來東線鐵路傷亡最慘重之車禍。
- 1982年1月26日：135次對號特快於北迴線觀音隧道內乘客放置炸藥自殺，造成最後一節車廂（35SPK32710T）爆炸。

## 票價
| 日期         | 票價                                             |
| ------------ | ------------------------------------------------ |
| 38年11月11日 | 頭等0.064元、二等0.032元、三等0.016元，再加價70% |
| 38年12月11日 | 頭等0.112元、二等0.056元、三等0.028元，再加價70% |
| 39年4月21日  | 頭等0.28元、二等0.14元、三等0.07元，再加價70%    |
| 39年8月16日  | 為減輕旅客負擔，改為加價50%                      |
| 40年10月1日  | 頭等0.48元、二等0.24元、三等0.12元，再加價50%    |
| 42年12月1日  | 客廳車0.54元、快車客車0.18元                     |
| 46年3月15日  | 客廳車0.54元、坐臥兩用車0.24元、快車客車0.18元   |
| 46年9月1日   | 坐臥兩用車0.24元                                 |
| 49年1月1日   | 坐臥兩用車0.32元                                 |
| 50年6月18日  | 0.40元（觀光號）                                 |

| 日期         | 票價   |
| ------------ | ------ |
| 48年2月19日  | 0.21元 |
| 50年10月18日 | 0.34元 |
| 56年8月15日  | 0.40元 |
| 63年1月27日  | 0.58元 |
| 69年5月3日   | 0.70元 |
| 69年10月1日  | 0.74元 |
| 70年2月15日  | 0.79元 |
| 73年4月18日  | 0.85元 |

## 使用車廂
- 木造客車

- 17公尺鋼體客車

- - 30SP/SPK32100型
  - 30SP/SPK32300型
  - 30SBK32300型(半行李車）
  - 30TBK32300型(半行李車)
  - 30BK32360型(由半行李車TBK32300改造)
  - 30FS32300型(附掛單層臥車)
  - 30SS32300型(附掛雙層臥車)
  - 30TS32300型(附掛三層臥車)

- 20公尺鋼體客車

- - 35SP/SPK32900型(台鐵唯一72個座位的車型)
  - 35SP32400型
  - 35SP/SPK32450型(台鐵唯一集中供電式客車)
  - 35CBK32450型(台鐵唯一集中供電式電源車)
  - 35SP32550型
  - 35SPK32600型
  - 35SPK32700型
- 柴油客車

- - DR2500/DR2600型
  - DR2700型
  - LDR2300 / LDR2400 型柴油客車與LTPB1800 / LTPB1810 / LTPB1900 無動力拖車

## 圖片集
- 17公尺鋼體客車

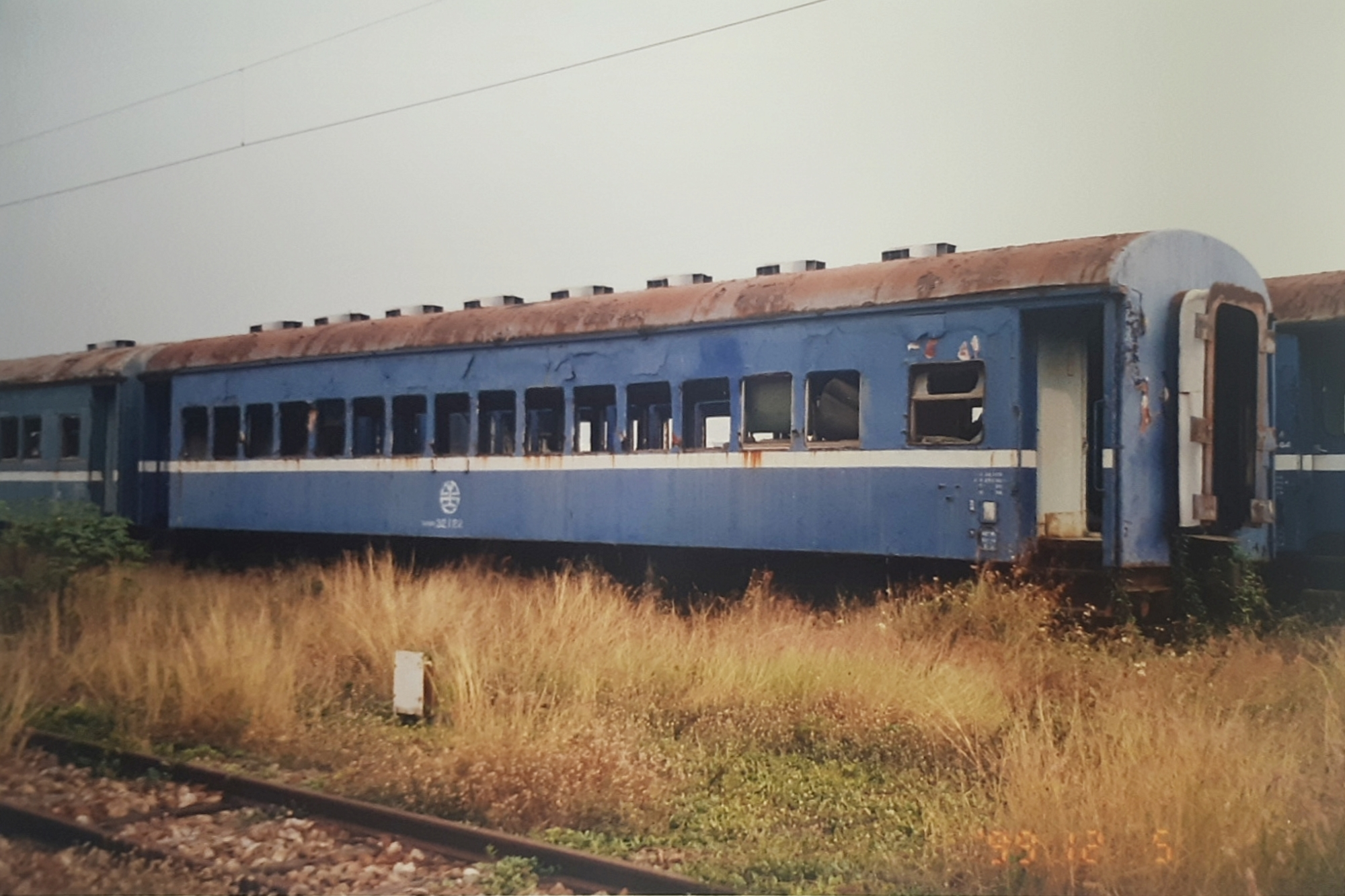
30SP32122
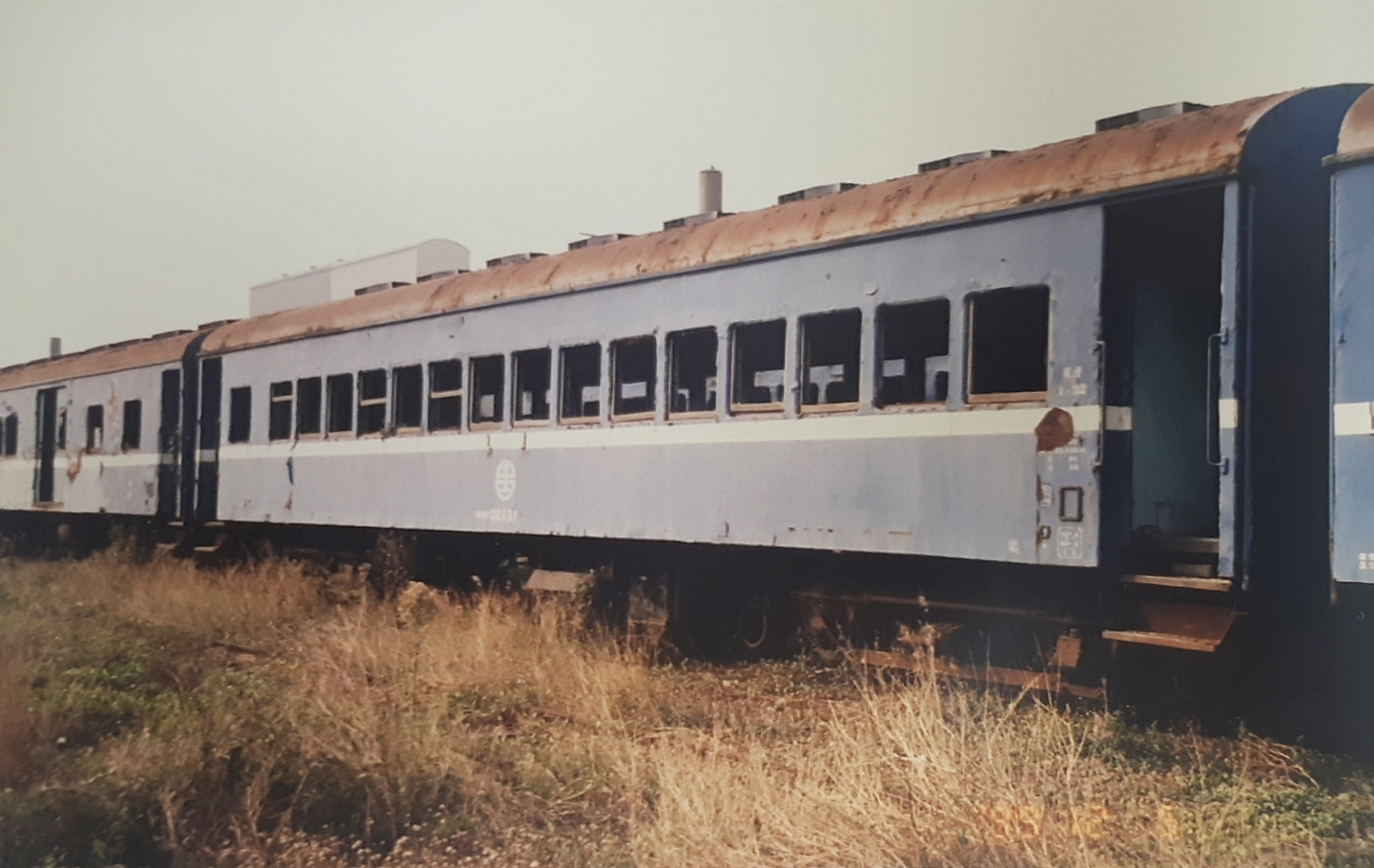
30SP32131
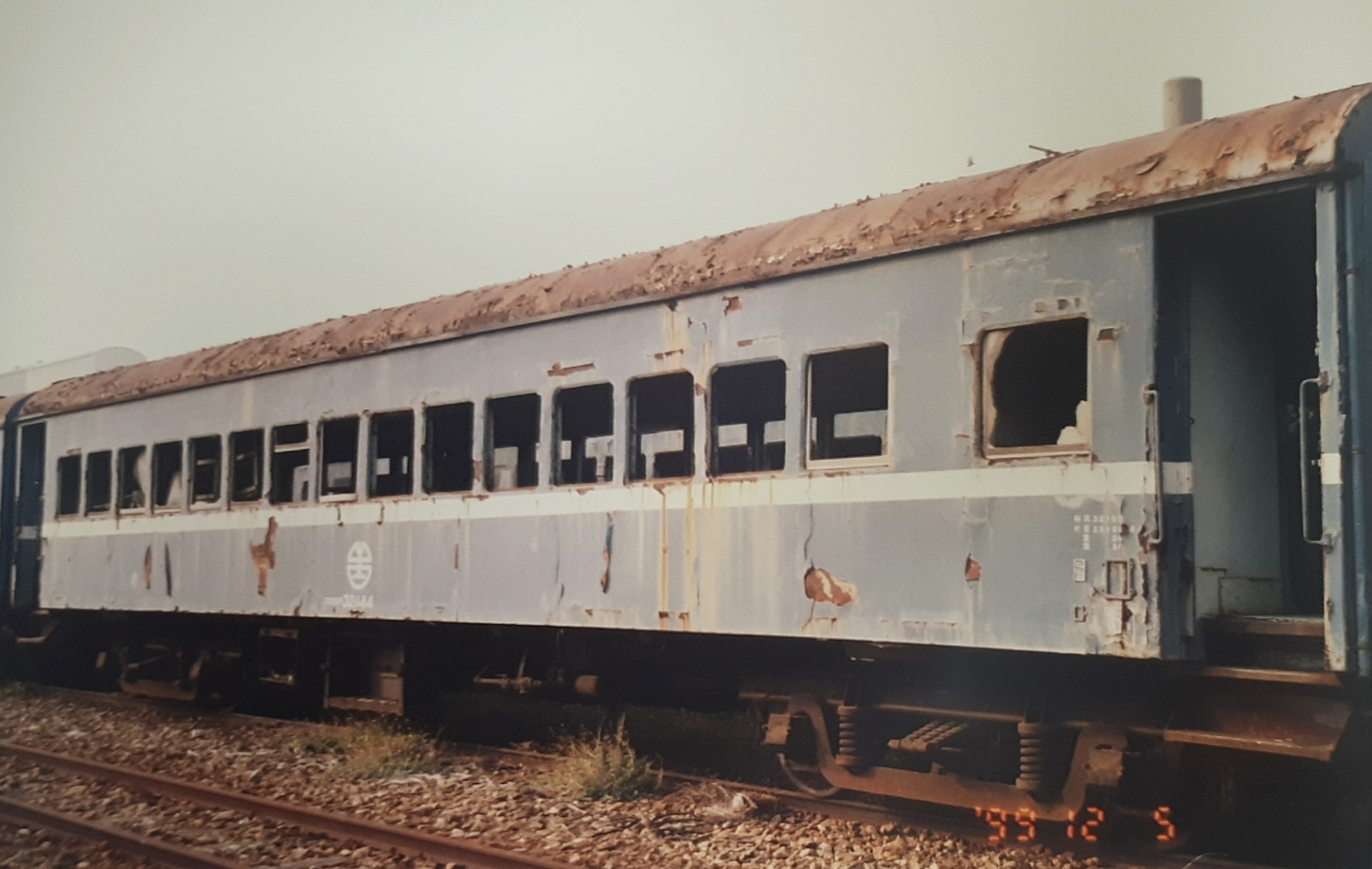
30SP32144
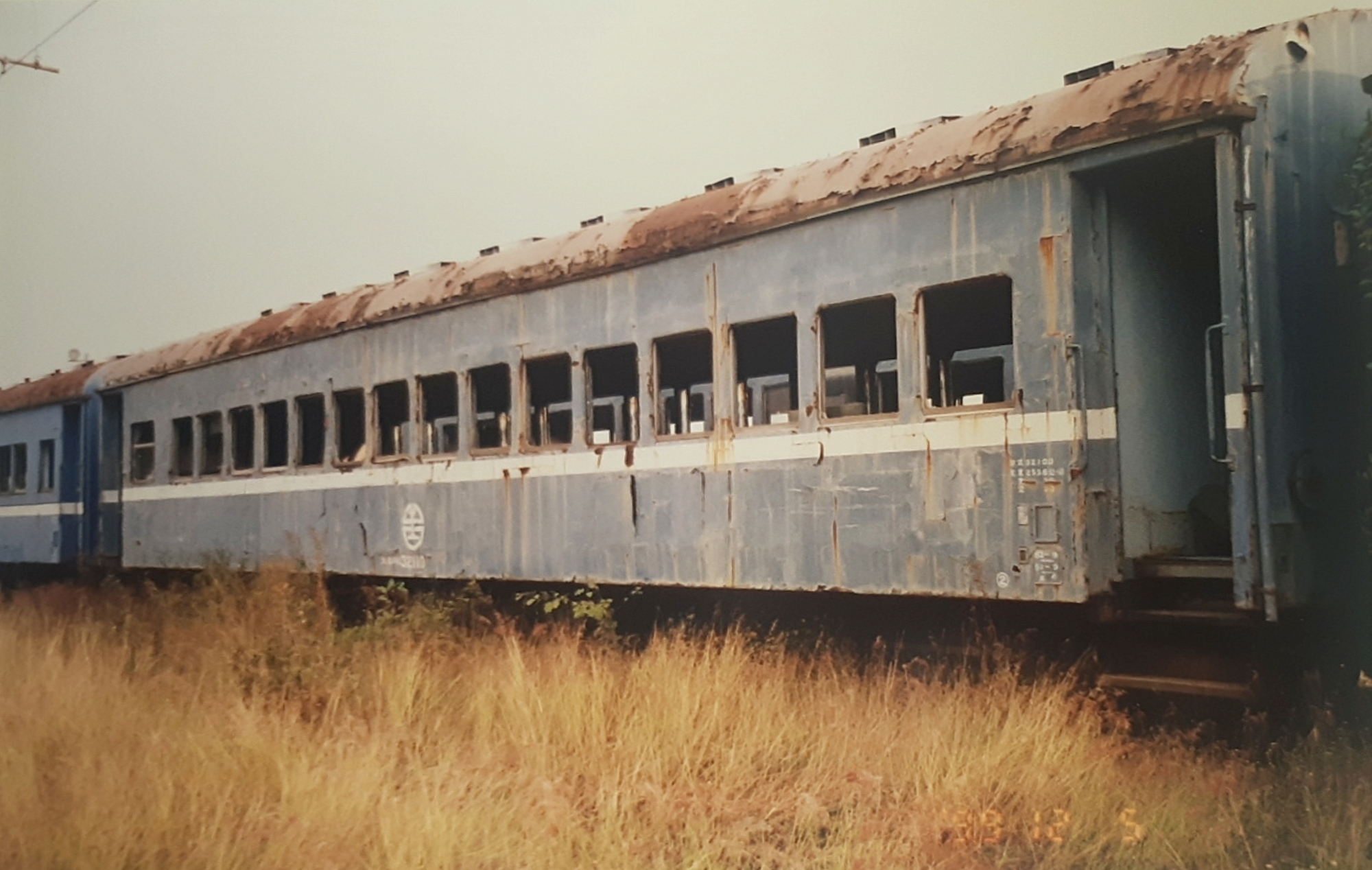
30SPK32110
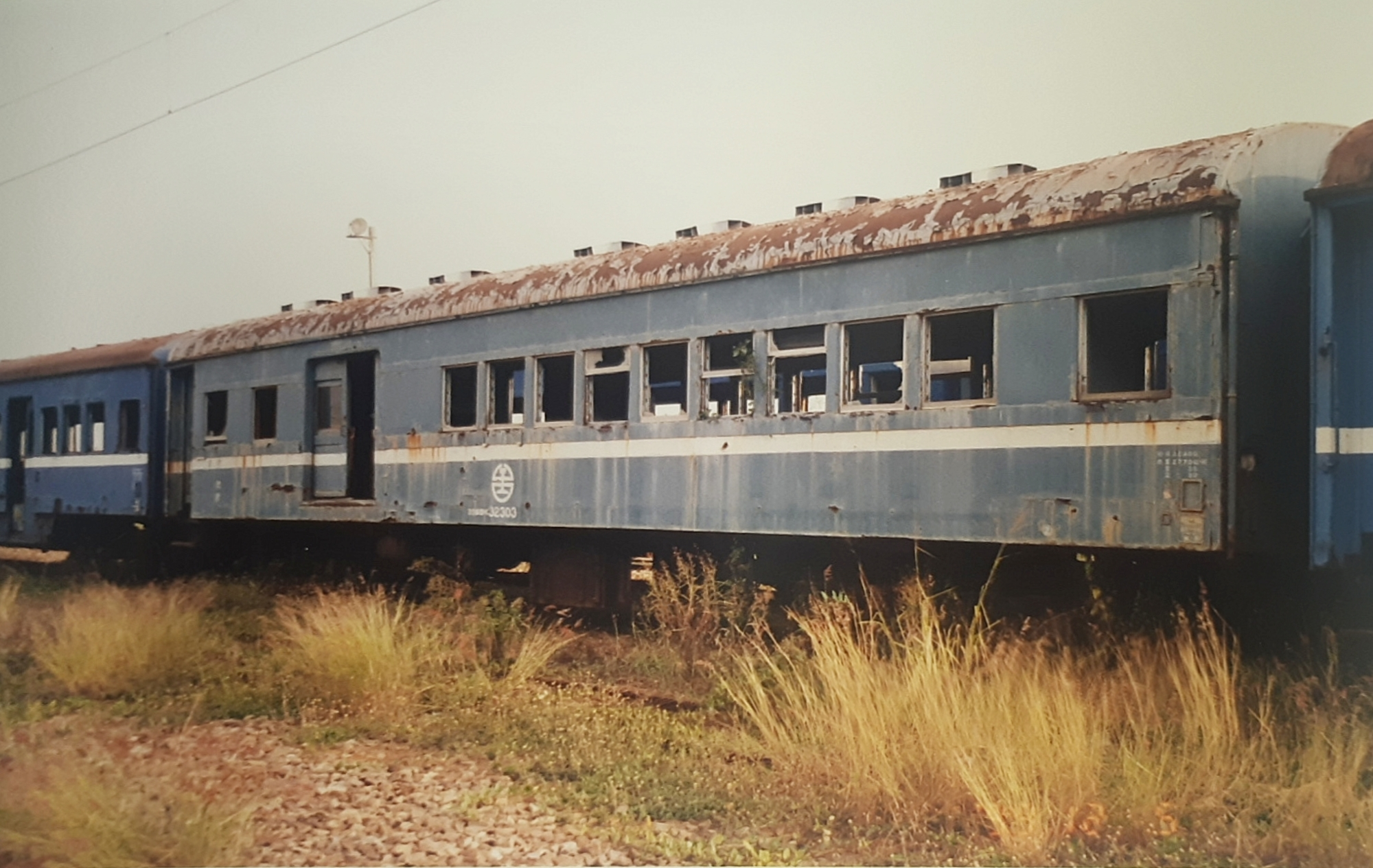
30SBK32303
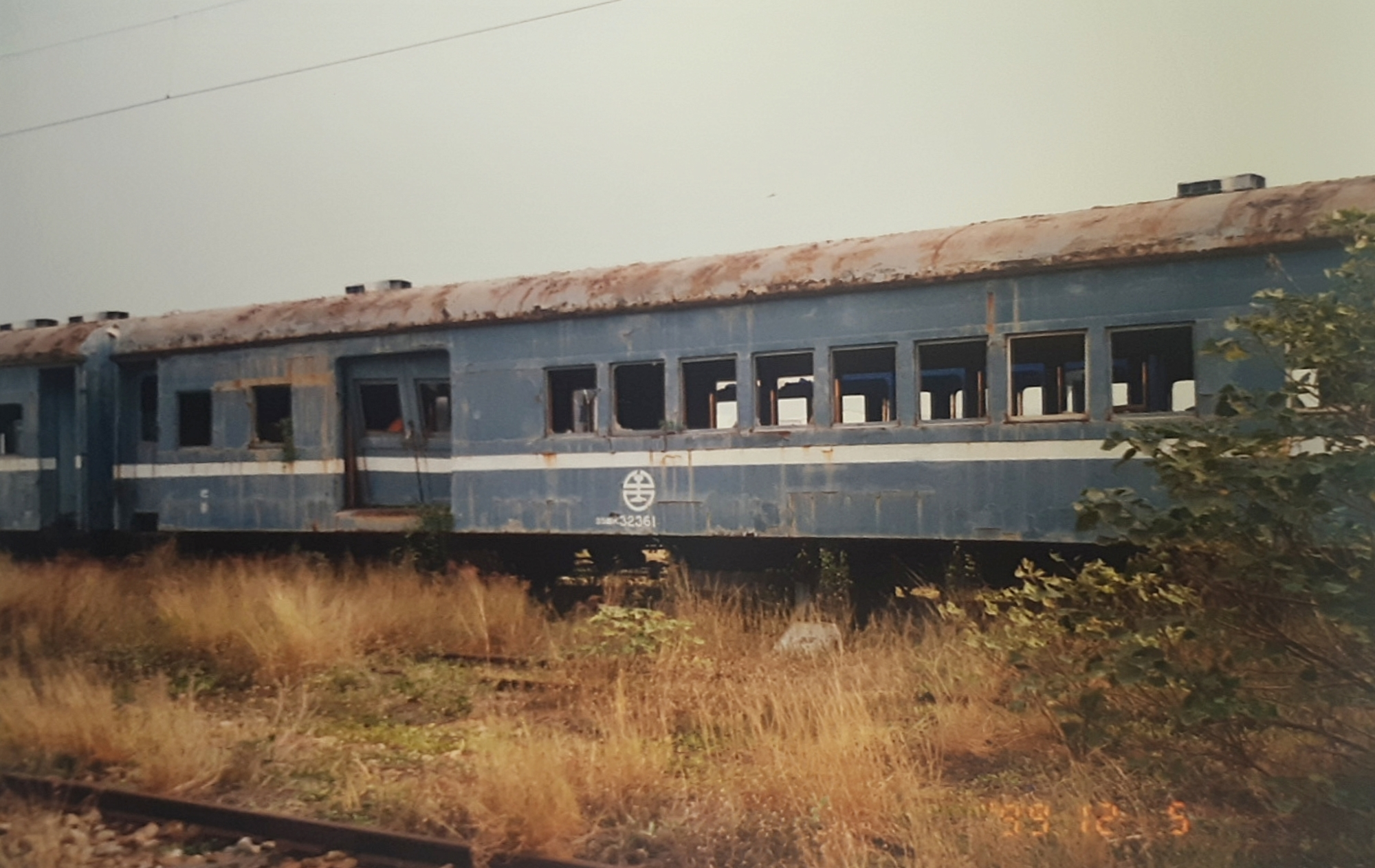
30SBK32361
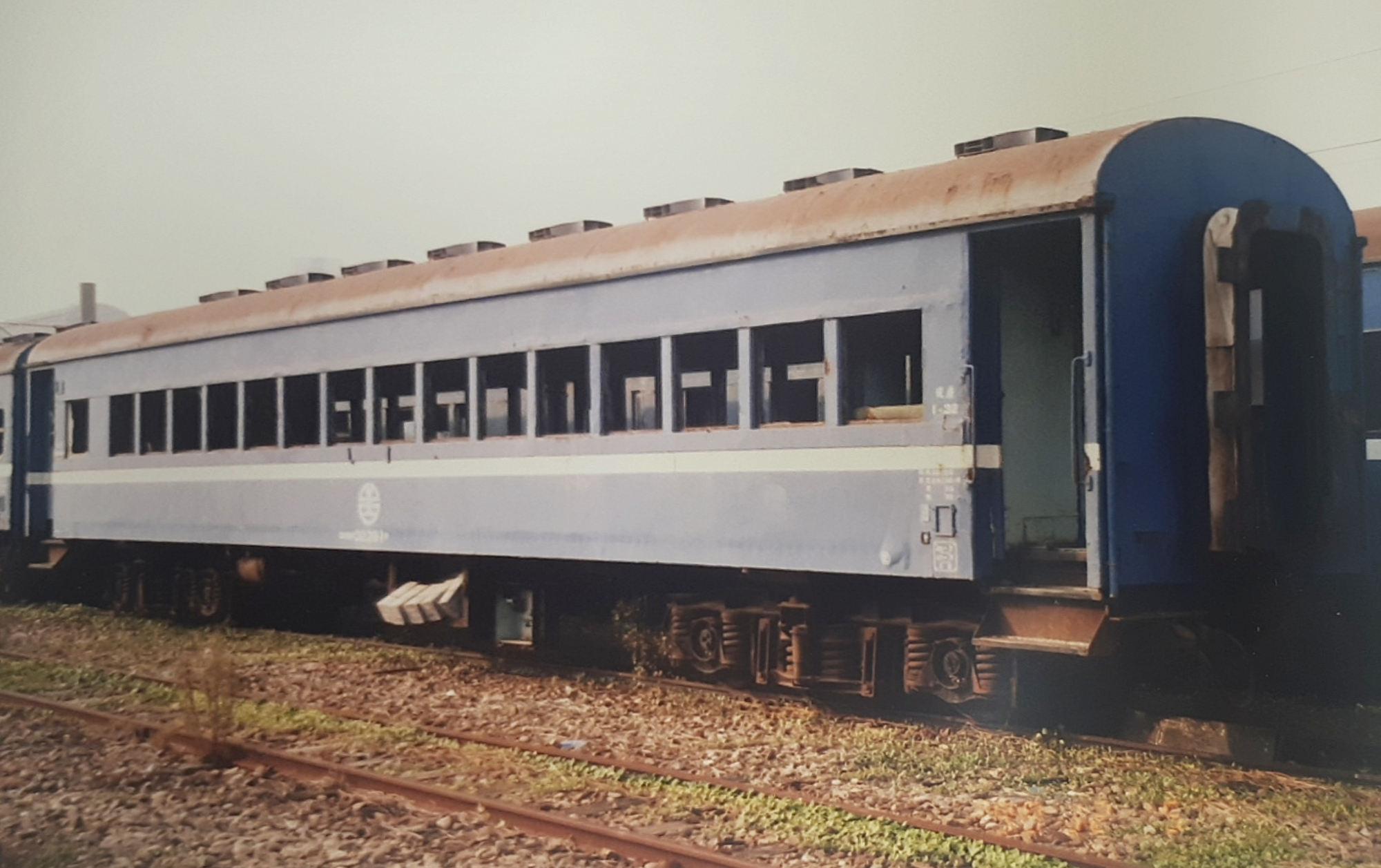
30SP32361
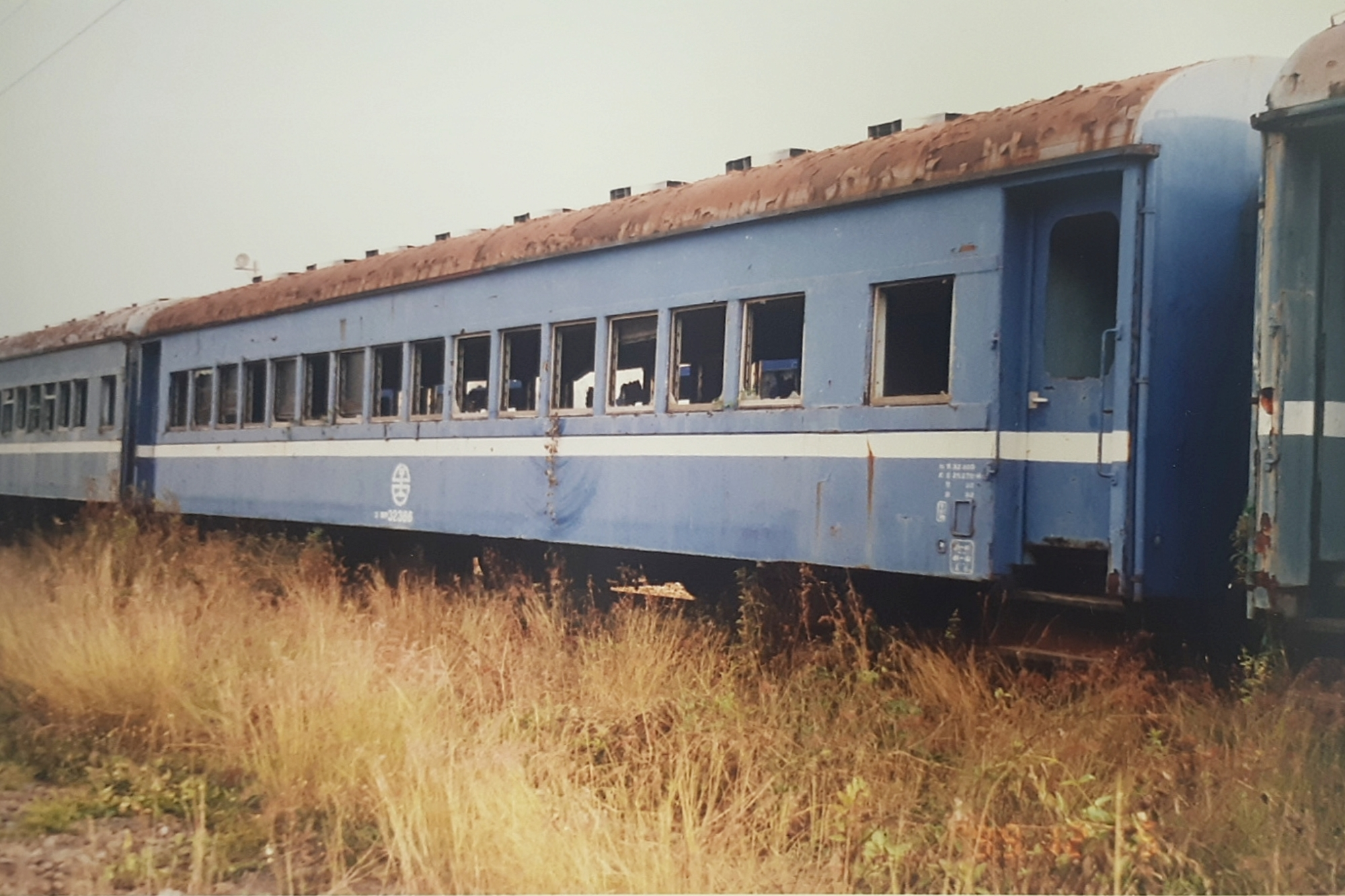
30SP32368
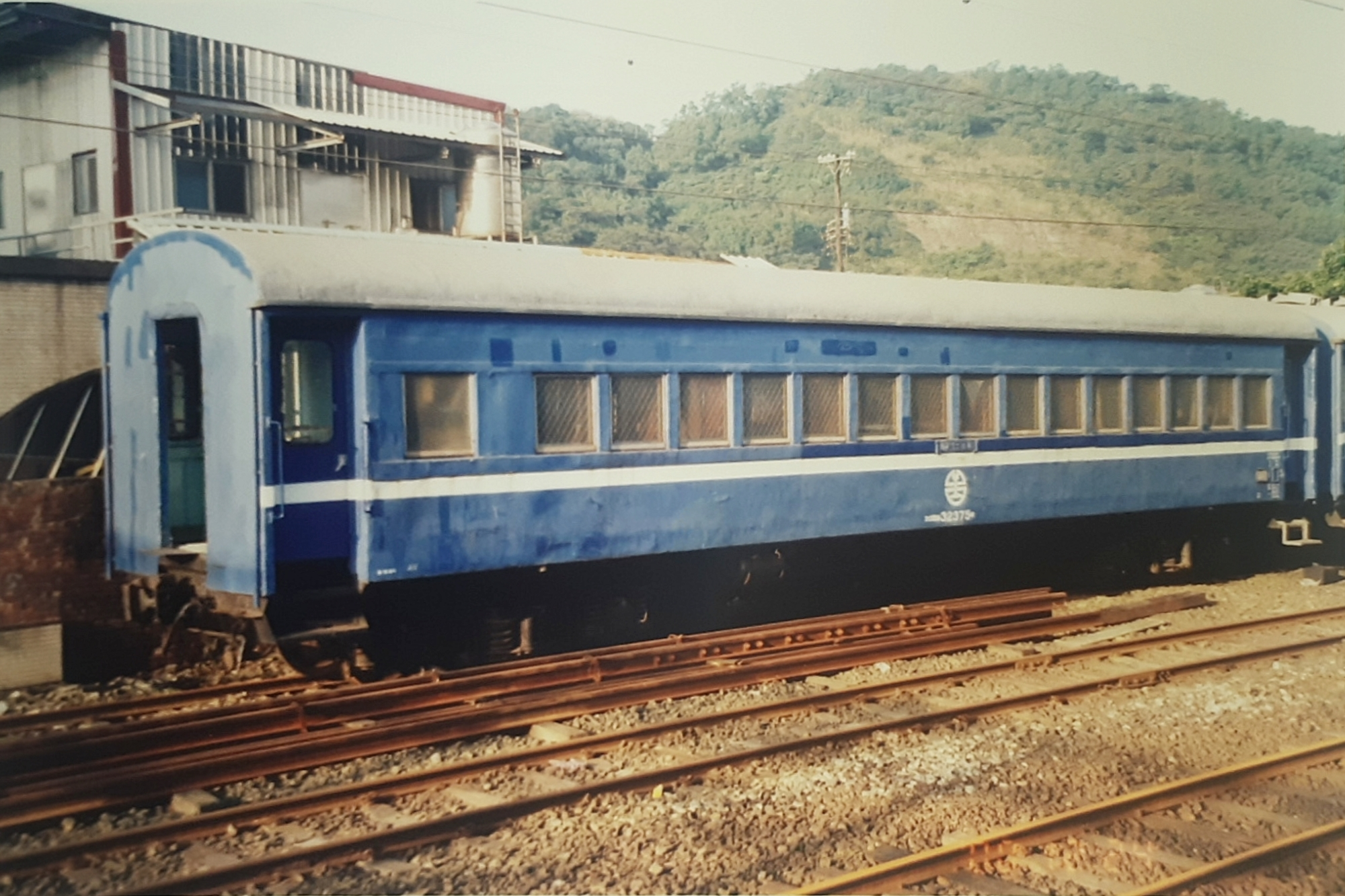
由30SP32375客車改造為宿營車的30ES32375

- 20公尺鋼體客車

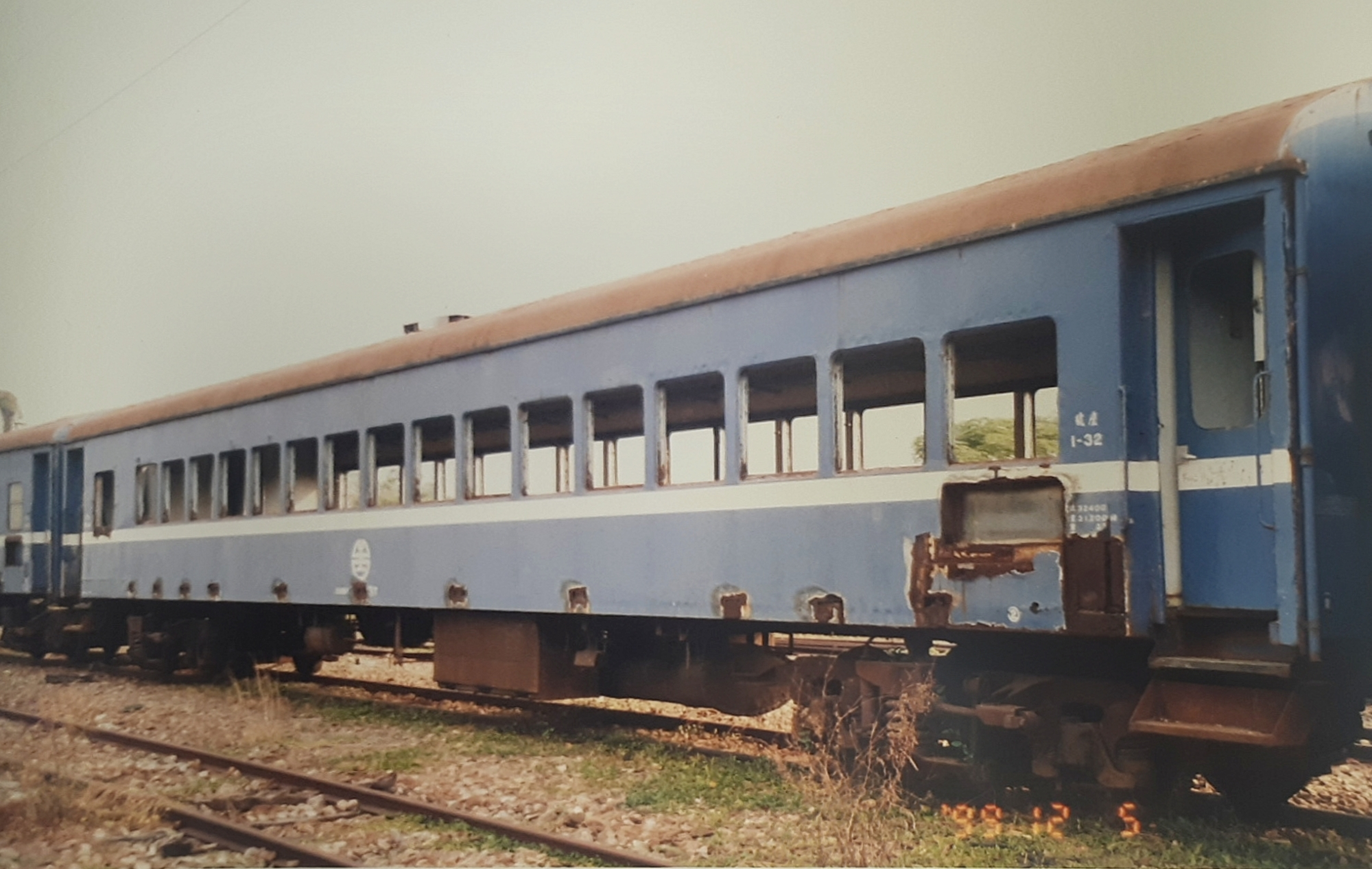
35SP32403
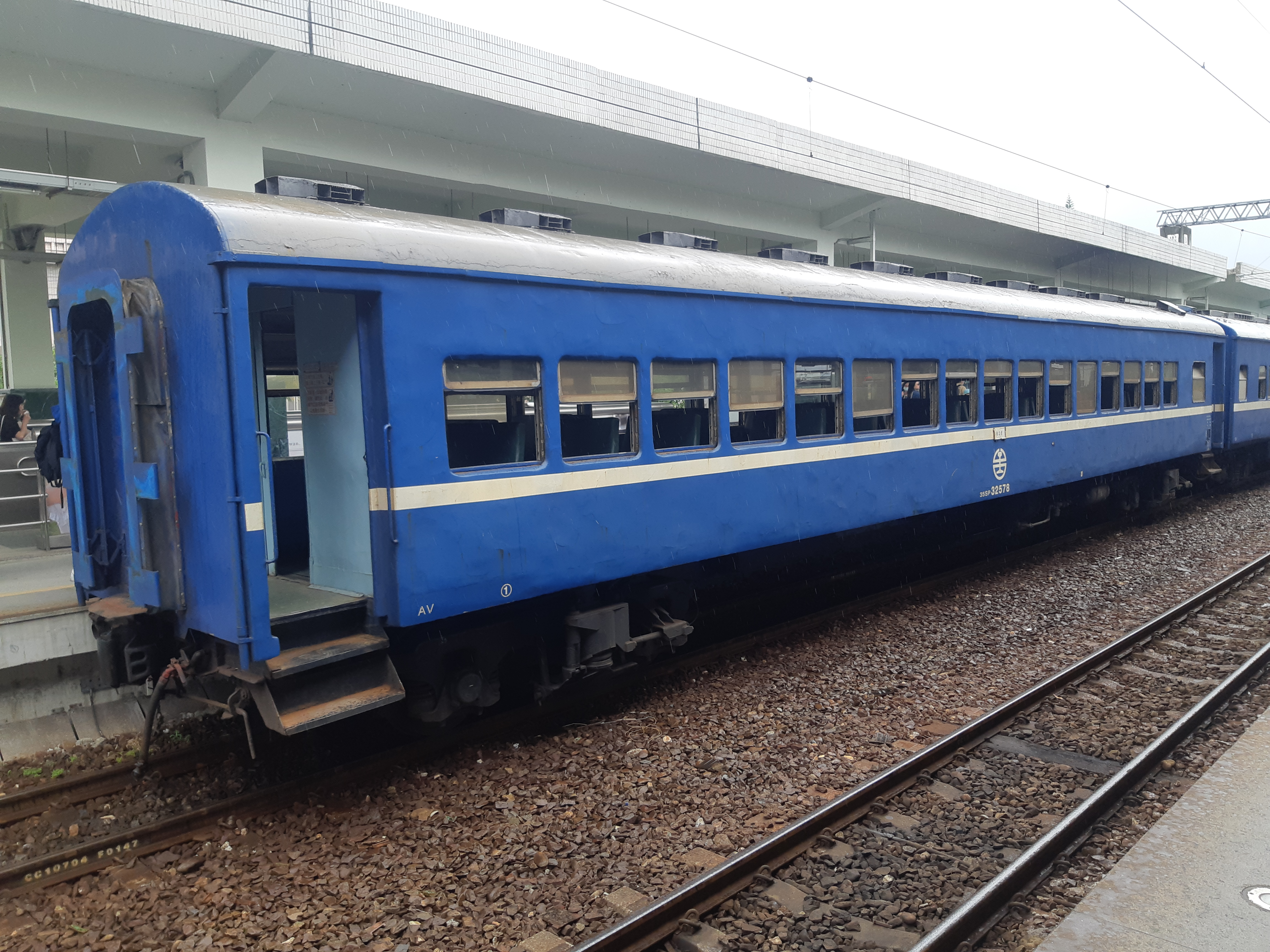
35SP32578
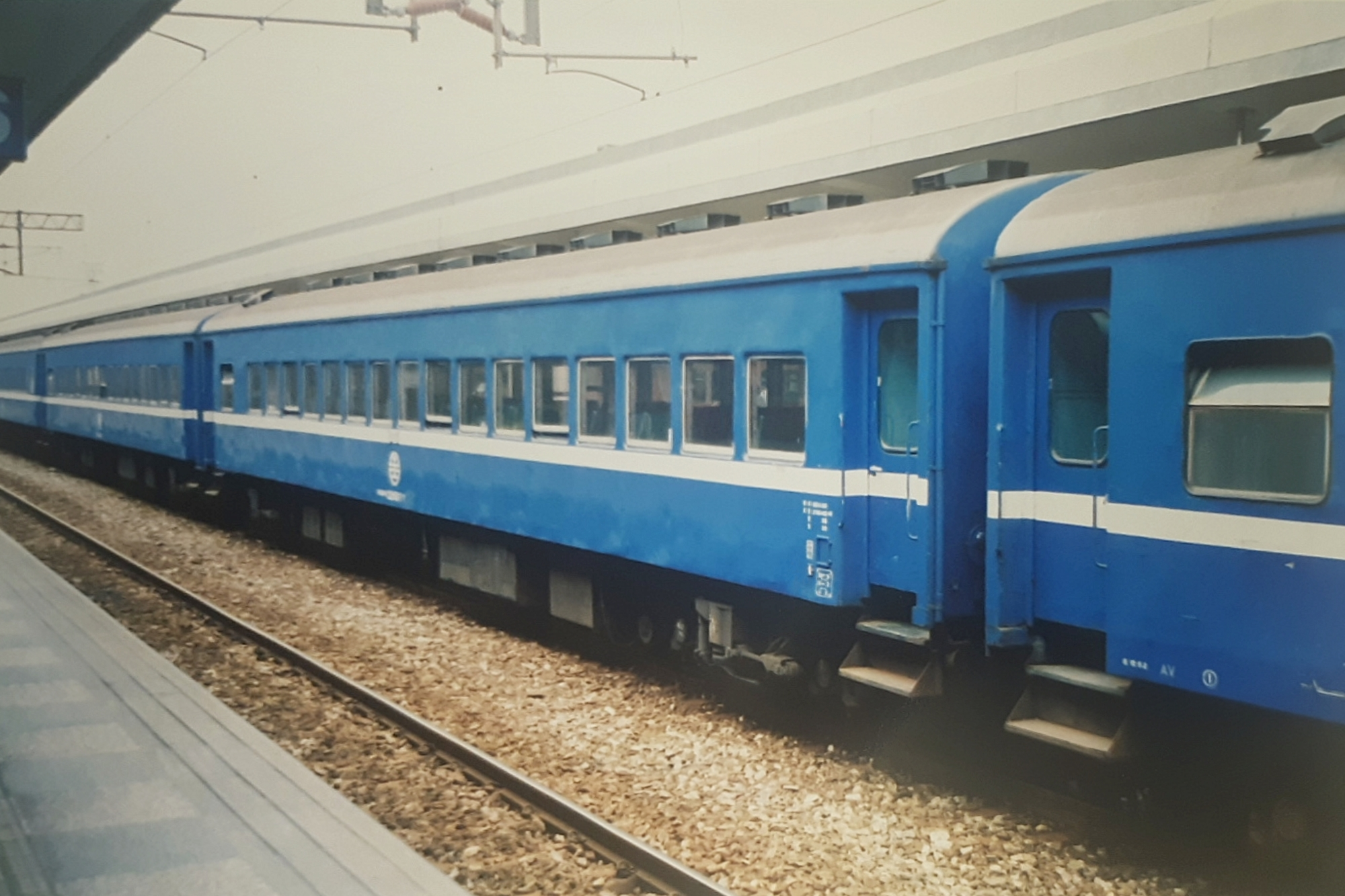
35SPK32601
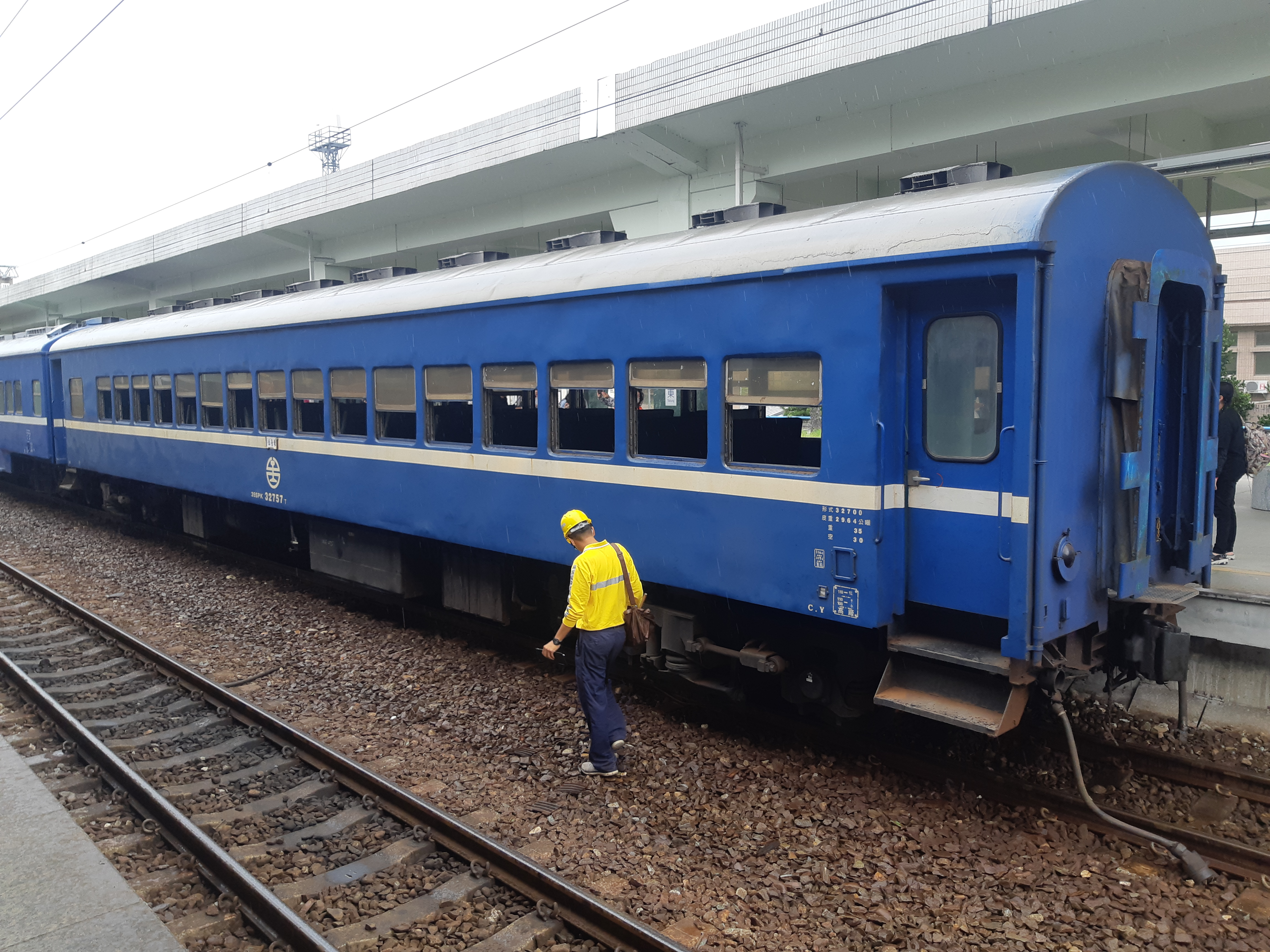
35SPK32757